# Refikite
La refikite è un raro minerale formato dall'idrocarburo contenente ossigeno acido 1,4a-dimetil-7-(1-metiletilidene)-tetradecaidrofenantrene-1-carbossilico.  La specie è stata identificata presso Montorio al Vomano in Abruzzo nel 1852, e deve il suo nome al giornalista di nazionalità turca, Refik Bey.

## Morfologia
Forma incrostazioni e rari cristalli aciculari, sopra la corteccia di conifere parzialmente fossilizzate in ambiente palustre, all'interno di strati di torba.

## Origine e giacitura
Deriva da resine di conifere fossilizzate.